# Sandro Lombardi
Sandro Lombardi (Suiza, 12 de julio de 1986) es un exfutbolista suizo, de origen italiano. Juega de mediocampista y su último equipo fue el FC Wil de la Challenge League.

## Clubes
| Club          | País   | Año         |
| ------------- | ------ | ----------- |
| FC Winterthur | Suiza  | 2004 - 2009 |
| Pro Patria    | Italia | 2009 - 2011 |
| FC Wil        | Suiza  | 2011 - 2014 |
| FC Lugano     | Suiza  | 2014 - 2015 |
| FC Wil        | Suiza  | 2015 - 2019 |